# Мура (хоккейный клуб)
«Мура» (швед. Mora IK) — шведский клуб по хоккею с шайбой из города Мура. Основан в 1935 году.

## История
Хоккейная команда в городе Мура была создана в 1935 году. Является также первой в истории командой лена Даларна, вторая команда провинции «Лександ», появилась на три года позже. В 1945 году команда впервые в своей истории дебютировала в чемпионате Швеции, а в следующем сезоне вышла в четвертьфинал турнира, который тогда разыгрывался по кубковой системе. В 1948 году команда не выступала в чемпионате страны, однако уже в следующем сезоне вернулась в элитный дивизион, а еще через сезон вышла в финал шведского чемпионата. В 1963 году в Муре был построен ледовый дворец, который стал домашним для клуба. В 1975 году команда покидает элитный дивизион, и выступает в первой лиге, а позже вылетает и во вторую лигу. В 1990 году «Муре» удается вернутся в первый дивизион.
В 2004 году по результатам квалификационного турнира команда добилась права выступать в Шведской элитной серии. Проведя на высшем уровне четыре сезона, клуб вновь покинул высшую лигу. В 2012 году над командой нависла угроза банкротства, не было финансовых средств также и на ремонт стадиона – строительная компания, подрядившаяся ремонтировать арену, также обанкротилась. Клуб был спасён местным муниципалитетом, арена была выкуплена у клуба за 12 миллионов крон и отремонтирована из средств бюджета, а долг в 17,8 миллионов крон был списан. В 2017 году команда в квалификационном турнире переиграла в Даларнском дерби «Лександ» и вернулась в элитный дивизион. В сезоне 2017/18 команда финишировала в зоне вылета, но вновь переиграла «Лександ» и осталась в элите. В следующем сезоне команда вновь встретилась с «Лександом» в квалификации, однако на этот раз проиграла и выбыла в первую лигу.